# میزسنگ‌های قفقاز شمالی

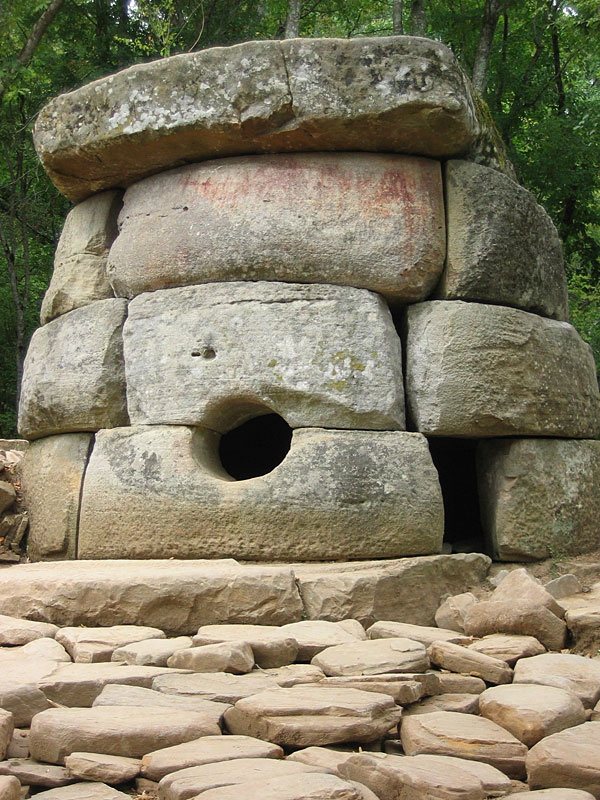
میزسنگی در نزدیی رودخانهٔ ژانه.

در سرتاسر رشته‌کوه قفقاز، از جمله آبخازستان، مجموعه‌هایی از خرسنگ‌ها، میزسنگ‌ها (آدیغی: исп-унэ) و سنگ‌چین‌های مارپیچی یافت شده است که قدمت آن‌ها به اواخر هزاره چهارم تا اوایل هزاره دوم پیش از میلاد بازمی‌گردد، اما مطالعات کمی روی آن‌ها انجام شده است. بیشتر این سازه‌ها به شکل مستطیل و از تخته سنگ‌ها ساخته شده‌اند یا در صخره‌ها بریده‌اند و دارای حفره‌هایی در نمای خود هستند. این میزسنگ‌ها قفقاز غربی را در هر دو طرف خط الراس کوهستانی، در منطقه‌ای به مساحت تقریباً ۱۲۰۰۰ کیلومتر مربع از روسیه و آبخاز پوشش می‌دهند.
میزسنگ‌های قفقازی نوعی معماری ماقبل تاریخ منحصربه‌فرد هستند که با بلوک‌های سنگی بزرگ و دقیق ساخته شده‌اند. به عنوان مثال، سنگ‌ها به شکل زاویه ۹۰ درجه برای استفاده در گوشه‌ها یا به صورت منحنی برای ایجاد دایره شکل داده شده‌اند.
در حالی که این سازه‌ها به‌طور کلی در بقیه اوراسیا ناشناخته هستند، اما از نظر قدمت و کیفیت معماری با خرسنگ‌های بزرگ اوراسیا برابری می‌کنند، اما هنوز منشأ آن‌ها ناشناخته است. علی‌رغم تنوع بناهای تاریخی قفقازی، شباهت‌های زیادی با خرسنگ‌های نقاط مختلف اوراسیا مانند شبه‌جزیره ایبری، ایتالیا، فرانسه، بریتانیا، ایرلند، هلند، آلمان، دانمارک، سوئد، ایران و هند دارند. طیفی از فرضیه‌ها برای توضیح این شباهت‌ها و ساخت خرسنگ‌ها به‌طور کلی مطرح شده است، اما هنوز مشخص نیست.
تقریباً ۳۰۰۰ مورد از این بناهای سنگی در قفقاز غربی شناخته شده است، اما به‌طور مداوم تعداد بیشتری در حال کشف شدن هستند، در حالی که برخی در حال نابودی هستند. امروزه بسیاری از آنها در وضعیت بسیار بدی قرار دارند و در صورت عدم محافظت در برابر خرابکاران و بی‌توجهی عمومی، به‌طور کامل از بین می‌روند.
خرسنگ‌های قفقاز شمالی، بقایای یک شهر گمشده در ساحل دریای سیاه هستند. این خرسنگ‌ها احتمالاً خزانه‌هایی از اشیاء فلزی یا جواهرات بوده‌اند که در حدود هزاره اول پیش از میلاد توسط سکاهای مهاجم غارت شدند. این سازه‌ها می‌توانند دارای اهمیت معنوی بوده باشند و امروزه دوباره مورد توجه قرار گرفته‌اند.

## معماری خرسنگ‌های چرکسی

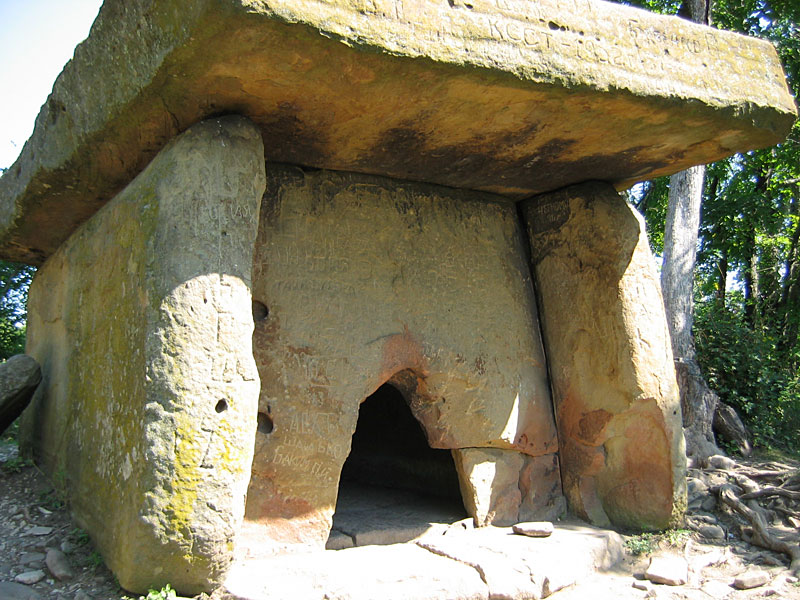
یک میزسنگ در نزدیکی گلنجیک.

خرسنگ‌ها تنوع محدودی در معماری خود دارند. پلان‌های کف آنها مربع، ذوزنقه‌ای، مستطیلی و دایره‌ای است. تمام خرسنگ‌ها دارای یک ورودی در مرکز نمای خود هستند. در حالی که ورودی‌های گرد رایج‌ترین هستند، ورودی‌های مربع نیز یافت می‌شوند. در مقابل نما، محوطه‌ای قرار دارد که معمولاً گسترده شده و فضایی را ایجاد می‌کند که احتمالاً در آن مراسم آیینی برگزار می‌شده است. این محوطه معمولاً با دیوارهای سنگی بزرگ، گاهی اوقات بیش از یک متر ارتفاع، مشخص شده است. در این منطقه سفال‌های عصر برنز و آهن به همراه بقایای انسانی، ابزار برنزی و زیورآلات نقره، طلا و سنگ‌های نیمه قیمتی کشف شده است که به تاریخ‌گذاری این مکان‌ها کمک می‌کند.
تنوع تزئینات این سازه‌های خرسنگی زیاد نیست. زیگزاگ‌های عمودی و افقی، مثلث‌های آویزان و دایره‌های متحدالمرکز رایج‌ترین نقوش هستند. یک موتیف تزئینی که کاملاً رایج است در بالای ورودی دیده می‌شود که می‌توان آن را به صورت یک پیشانی که توسط دو ستون نگه داشته شده است، توصیف کرد. جفت سینه‌هایی که به صورت برجسته ساخته شده‌اند نیز در چند خرسنگ یافت شده‌اند. این سینه‌ها معمولاً بالای دو ستون تزئینی ورودی ظاهر می‌شوند. شاید مربوط به این‌ها، درپوش‌های سنگی باشند که برای مسدود کردن ورودی استفاده می‌شدند و تقریباً در هر مقبره‌ای یافت می‌شوند. این درپوش‌ها گاهی اوقات به شکل آلت تناسلی هستند.
برخی از اقلام غیرمعمول مرتبط با خرسنگ‌ها عبارتند از: توپ‌های سنگی گرد بزرگ، توپ‌های دوتایی و مجسمه‌های حیوانات.

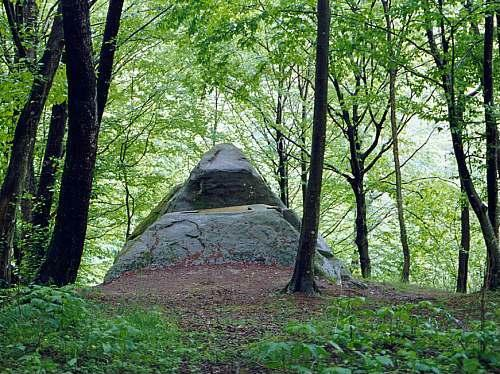
هرم میزسنگی در دره مامِد.

یکی از جالب‌ترین مجموعه‌های خرسنگی – گروهی از سه خرسنگ – در یک ردیف بر روی تپه‌ای مشرف به رودخانه ژانه در ساحل دریای سیاه در منطقه کراسنودار نزدیک گلندژیک روسیه قرار دارد. در این منطقه تمرکز زیادی از انواع مکان‌های خرسنگی از جمله سکونتگاه‌ها و گورستان‌های خرسنگی وجود دارد. تپه‌های سنگی بزرگ دو بنای تاریخی را احاطه کرده‌اند.
خرسنگ مرکزی به صورت مستطیل با ابعاد ۴ در ۴ متر است، در حالی که دو خرسنگ کناری دایره‌ای شکل با قطر ۴ و ۵ متر هستند. دو خرسنگ گرد - احتمالاً در دهه ۱۹۵۰ - برای برداشت درختان اطراف تخریب شده بودند، اما ساختار اصلی خرسنگ مرکزی آسیب ندیده بود.
خرسنگ دیگری (چهارم) در نزدیکی رودخانه ژانه دارای یک ورودی مخفی در پشت اتاق و یک نمای ورودی و حیاط در جلوی خرسنگ است. علاوه بر این خرسنگ‌های دست‌نخورده، برخی خرسنگ‌های ویران شده نیز در آنجا وجود داشتند.

## فرهنگ‌های مرتبط
خرسنگ‌های قفقاز با جامعه کلین-یار و فرهنگ کوبان مرتبط هستند. یک مطالعه ژنتیکی در سال ۲۰۲۰ که نمونه‌هایی از جوامع کلین-یار، از جمله فرهنگ کوبان را تجزیه و تحلیل کرد، یک نمونه از هاپلوگروپ پدری D-Z27276 را یافت که با مردم تبتی امروزی مرتبط است. سایر هاپلوگروپ‌ها عبارت بودند از هاپلوگروپ J1 و هاپلوگروپ G-M285.

## سایر مکان‌های خرسنگی روسیه
سایر مکان‌های مهم خرسنگی روسیه در امتداد سواحل شمالی روسیه با دریای سفید و دریای بارنتز و همچنین در جزیره ورا یافت شده‌اند.